# Konstantine Poulikovski
Konstantine Borissovitch Poulikovsky (russe : Константин Борисович Пуликовский ; né le 9 février 1948), est un commandant militaire et homme d'État russe, lieutenant général de réserve. 
Il est représentant plénipotentiaire du président de la fédération de Russie dans le district fédéral extrême-oriental du 18 mai 2000 au 14 novembre 2005 et le dernier chef du Rostekhnadzor du 5 décembre 2005 au 2 septembre 2008.
Il a le grade civil de conseiller d'État effectif de la fédération de Russie de 1re classe.